# Черкасова Горка
Черкасова Горка — деревня в Самойловском сельском поселении Бокситогорского района Ленинградской области.

## История
Деревня Гора упоминается на карте Новгородского наместничества 1792 года А. М. Вильбрехта.

ЧЕРКАСОВА ГОРА (КНЯЖАЯ ГОРКА) — деревня Черкасогорского общества, прихода Волокославского погоста. 

Крестьянских дворов — 21. Строений — 53, в том числе жилых — 20. Жители занимаются рубкой, возкой и сплавом леса. 

Число жителей по семейным спискам 1879 г.: 56 м. п., 69 ж. п.; по приходским сведениям 1879 г.: 56 м. п., 55 ж. п.

В конце XIX — начале XX века деревня административно относилась к Анисимовской волости 5-го земского участка 3-го стана Тихвинского уезда Новгородской губернии.
В начале XX века в 150 саженях от деревни и реки находился жальник.

ЧЕКАСОВА ГОРА (ЧЕРКАСОВА ГОРА, КНЯЖАЯ ГОРКА) — деревня Черкасогорского общества, число дворов — 29, число домов — 41, число жителей: 79 м. п., 73 ж. п.; Занятия жителей: земледелие, лесные заработки. Часовня. (1910 год)

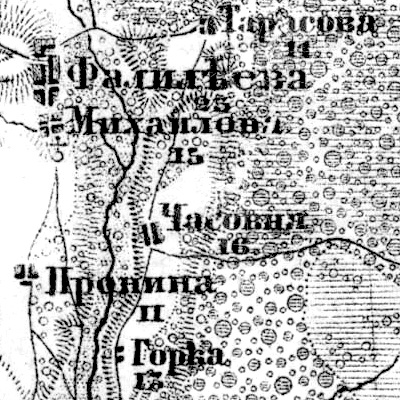
Деревня Черкасова Горка на карте 1917 года

Согласно карте Новгородской губернии 1917 года, деревня называлась Горка и состояла из 13 крестьянских дворов.
По данным 1933 года деревня называлась Княжья Горка и входила в состав Михайловского сельсовета Ефимовского района Ленинградской области.
По данным 1966, 1973 и 1990 годов деревня Черкасова Горка входила в состав Анисимовского сельсовета Бокситогорского района.
В 1997 году в деревне Черкасова Горка Анисимовской волости проживали 6 человек, в 2002 году — 4 человека (все русские).
В 2007 году в деревне Черкасова Горка Анисимовского СП проживали 2 человека, в 2010 году — 3.
В 2014 году Анисимовское сельское поселение вошло в состав Самойловского сельского поселения Бокситогорского района.

## География
Деревня расположена в юго-западной части района на автодороге (41К-034) (Пикалёво — Колбеки).
Расстояние до деревни Анисимово — 4 км.
Расстояние до ближайшей железнодорожной станции Пикалёво — 20 км. 
Деревня находится на левом берегу реки Чагода.

## Демография
| 1997 | 2002 | 2007 | 2010 | 2017 |
| ---- | ---- | ---- | ---- | ---- |
| 6    | ↘4   | ↘2   | ↗3   | ↗5   |